# موریس کریگ
موریس کریگ (به انگلیسی: Maurice Craig) (۲۹ مه ۱۸۶۶ – ۶ ژانویه ۱۹۳۵) روان‌پزشک بریتانیایی بود. کریگ از جمله پزشک ویرجینیا وولف، ادوارد هشتم و جرج ششم بود.